# Lithocarpus obovalifolius
Lithocarpus obovalifolius är en bokväxtart som först beskrevs av Paul Robert Hickel och Aimée Antoinette Camus, och fick sitt nu gällande namn av Euphemia Cowan Barnett. Lithocarpus obovalifolius ingår i släktet Lithocarpus och familjen bokväxter. Inga underarter finns listade.